# 提爾谷
15°54′N 35°42′W / 15.9°N 35.7°W

提爾谷（Tiu Valles）是火星歐克西亞沼區（Oxia Palus）的一条溢出河道，中心座標15.9°N, 35.7°W。  
提爾谷長度1720公里，以古英語的火星命名。